# Фірмовий пасажирський поїзд
Фі́рмовий пасажи́рський по́їзд — одна з категорій комфортабельних пасажирських поїздів Укрзалізниці.

## Відмінності фірмових поїздів
- Наявність власного імені поїзда (наприклад, поїзд «Львів» № 92/91 сполученням Київ — Львів), яке вказується на маршрутних дошках, бокових стінках вагонів, використовується при оформленні інтер'єру вагона;
- Для присвоєння категорії «фірмовий» спеціальна комісія повинна провести атестацію рухомого складу;
- Як правило, маршрут поїзда між великими містами (зазвичай обласними центрами) і Києвом (наприклад, «Стефанія Експрес» сполученням Київ — Івано-Франківськ) або між обласним центром і курортом (наприклад, «Хаджибей» сполученням Ужгород — Одеса).
- Зазвичай знаходження поїзда в курсуванні цілий рік;
- Квитки дорожчі, ніж на звичайний пасажирський або швидкий поїзд (але не завжди, адже існують ще інші коефіцієнти);
- Поїзд швидкий або прискорений;
- На шляху поїзд здійснює меншу кількість зупинок, ніж звичайний.[1]

## Вимоги до фірмового поїзда
- Формування з вагонів, які знаходяться в експлуатації не більше 12 років від виготовлення або після капітального ремонту;
- Оформлення інтер'єру всіх вагонів поїзда в єдиному фірмовому стилі;
- Наявність комплектів нової постільної білизни, або білизна, яка недовго знаходилась в експлуатації;
- Форма провідників єдина для всього складу поїзда, індивідуального покрою в фірмовому стилі, кадри — на основі конкурсу;
- Зазвичай до складу поїзда включаються вагони з кондиціонером.
- Ціна за проїзд більша.

## Список пасажирських поїздів«Укрзалізниці»
| Пасажирські поїзди «Укрзалізниці» |                             |                                                 |                                               | |
| №                                 | Назва поїзда                | Маршрут сполучення                              | Формування залізниці                          | Примітка |
| 2/1                               | «Столичний експрес»         | Київ — Москва                                   | Південно-Західна залізниця                    | Скасований 2014 року |
| 2/1                               | «Єдність»                   | Харків — Івано-Франківськ                       | Львівська залізниця                           | Тимчасово скорочений до станції Харків, до березня 2022 року курсував до станції Костянтинівка |
| 4/3                               | «Київ»                      | Київ — Москва                                   | Південно-Західна залізниця                    | Скасований 2013 року |
| 4/3                               | «Нічний експрес»            | Запоріжжя — Ужгород                             | Південно-Західна залізниця                    | Призначений з 16 грудня 2018 року |
| 6/5                               | «Україна»                   | Київ — Москва                                   | Південно-Західна залізниця                    | Скасований з березня 2020 року |
| 6/5                               | «Нічний експрес»            | Запоріжжя — Ясіня                               | Південна залізниця                            | До 27 лютого 2022 року курсував до станції Маріуполь |
| 7/8                               | «Нічний експрес»            | Київ — Чернівці                                 | Південно-Західна залізниця                    | До 2017 року — № 149/150, з 31 серпня 2019 року продовжений до Чернівців, але через COVID-19 скорочений до станції Івано-Франківськ |
| 7/8                               | «Пальміра»                  | Харків — Одеса                                  | Південна залізниця                            | |
| 7/8                               | «Дукла»                     | Київ — Чоп                                      | Південно-Західна залізниця                    | Скасований |
| 10/9                              | «Троянда Донбасу»           | Донецьк — Москва                                | Донецька залізниця                            | Скасований 2014 року через війну на сході України |
| 9/10                              | «Приазов'я»                 | Маріуполь — Київ                                | Південно-Західна залізниця                    | Призначений 30 березня 2019 року. Скасований через російське вторгнення в Україну |
| 9/10                              | «Транскарпатія»             | Київ — Будапешт                                 | Південно-Західна залізниця                    | Призначений з 15 грудня 2024 року |
| 12/11                             | «Славутич»                  | Київ — Новоолексіївка                           | Південно-Західна залізниця                    | До 26 грудня 2014 року курсував до станції Сімферополь. Скасований через російське вторгнення в Україну |
| 12/11                             | «Західний експрес»          | Львів — Одеса                                   | Львівська залізниця                           | Призначений з 29 жовтня 2017 року |
| 15/16                             | «Владислав Зубенко»         | Харків — Ясіня                                  | Південна залізниця                            | Перший нічний експрес в Україні. Призначений з 7 липня 2015 року під № 115/116. З 11 грудня 2016 року курсував до Чернівців. З 10 грудня 2017 року змінено маршрут руху до Рахова та № 15/16. Скорочений маршрут руху до станції Ясіня                                      |
| 15/16                             | «Тиса»                      | Ужгород — Москва                                | Львівська залізниця                           | Скасований |
| 17/18                             | «Сковорода-Експрес»         | Харків — Ужгород                                | Південна залізниця                            | Призначений з жовтня 2015 року під № 113/114. З 11 грудня 2016 року подовжено маршрут до Ужгорода і змінено на № 17/18 |
| 18/17                             | «Україна»                   | Київ — Адлер                                    | Південно-Західна залізниця                    | З 2014 року скасований |
| 20/19                             | «Микола Конарєв»            | Харків — Москва                                 | Південна залізниця                            | Фірмовість знята, з 8 грудня 2019 року скасований |
| 19/20                             | «Лугань»                    | Луганськ — Київ                                 | Донецька залізниця                            | Скасований 2014 року, через війну на сході України |
| 19/20                             | «Нічний експрес»            | Попасна — Київ                                  | Південно-Західна залізниця                    | Призначений з 30 вересня 2018 року |
| 21/22                             | «Вечірні зорі»              | Харків — Львів                                  | Південна залізниця                            | |
| 24/23                             | «Одеса»                     | Одеса — Москва                                  | Одеська залізниця                             | Скасований |
| 25/35 26/36                       | «Біла акація»               | Одеса — Львів — Рахів / Перемишль               | Львівська залізниця                           | З 10 грудня 2017 року змінено маршрут до Яремче, з 16 грудня 2018 року подовжено маршрут руху до Рахова |
| 26/25                             | «Каштан»                    | Київ — Кисловодськ                              | Південно-Західна залізниця                    | Скасований |
| 27/28                             | «Севастополець»             | Севастополь — Київ                              | Південно-Західна залізниця                    | Скасований з 27 грудня 2014 року, через анексію Криму Росією |
| 29/30                             | «Каштан»                    | Київ — Берлін                                   | Південно-Західна залізниця                    | Скасований з 2012 року |
| 29/30                             | «Нічний експрес»            | Ужгород — Київ                                  | Південно-Західна залізниця                    | |
| 31/32                             | «Чотири столиці»            | Київ — Рига                                     | Південно-Західна залізниця                    | Призначений з 28 вересня 2018 року. Скасований з березня 2022 року |
| 31/32                             | «Славутич»                  | Київ — Баку                                     | Південно-Західна залізниця                    | Скасований |
| 31/32                             | «Нічний експрес»            | Запоріжжя — Перемишль                           | Львівська залізниця                           | Призначений з 24 грудня 2020 року, тимчасово скорочений до Кривого Рогу. Змінений маршрут через російське вторгнення в Україну, раніше курсував у сполученні Кривий Ріг — Ужгород[джерело?]                                                                                 |
| 37/38                             | «Донбас»                    | Донецьк — Київ                                  | Донецька залізниця                            | Скасований 2014 року через війну на сході України |
| 39/40                             | «Севастополь»               | Севастополь — Київ                              | Придніпровська залізниця                      | Скасований з 27 грудня 2014 року, через анексію Криму Росією |
| 42/41                             | «Ювілейний»                 | Київ — Москва                                   | Південно-Західна залізниця                    | Скасований |
| 44/43                             | «Стефанія Експрес»          | Івано-Франківськ — Черкаси                      | Львівська залізниця                           | З червня по серпень курсує до Бердянська, на новорічні свята прямує до Дніпра під № 244/243, у зв'язку з війною скорочений до станції Київ, потім продовжений до станції Черкаси                                                                                            |
| 45/46                             | «Маяк»                      | Львів — Адлер                                   | Львівська залізниця                           | Скасований з 2011 року |
| 46/45                             | «Ужгород»                   | Ужгород — Харків                                | Львівська залізниця                           | Через російське вторгнення в Україну курсував замість кінцевої станції Лисичанськ до станції Краматорськ |
| 47/48                             | «Гірник»                    | Донецьк — Севастополь                           | Донецька залізниця                            | Скасований 2014 року через війну на сході України і анексію Криму |
| 49/50                             | «Кобзар»                    | Київ — Трускавець                               | Південно-Західна залізниця                    | |
| 52/51                             | «Нічний експрес»            | Київ — Запоріжжя                                | Південно-Західна залізниця                    | Скасований з 10 грудня 2017 року |
| 51/52                             | «Львівський експрес»        | Львів — Вроцлав                                 | Львівська залізниця, Polskie Koleje Państwowe | З 9 грудня 2018 року додано ВБС з Києва |
| 53/54                             | «Скіфія»                    | Дніпро — Одеса                                  | Придніпровська залізниця                      | До 9 грудня 2018 — № 63/64. В складі поїзда курсують ВБС під № 563/564 з Кривого Рогу |
| 54/53                             | «Либідь»                    | Київ — Санкт-Петербург                          | Південно-Західна залізниця                    | Група ВБС № 143/144 з Харкова до Санкт-Петербургу. Скасований з березня 2020 року |
| 55/56                             | «Поділля»                   | Хмельницький — Москва                           | Південно-Західна залізниця                    | З 10 грудня 2017 року до 17 травня 2019 курсував в складі 4-х вагонів (додатково з 4 вагонами з поїздом № 90/89 Жмеринка — Москва). З 19 травня 2019 року курсував як група ВБС з поїздом № 74 Львів — Москва. Скасований з березня 2020 року                               |
| 57/58                             | «Хрещатик»                  | Київ — Євпаторія                                | Південно-Західна залізниця                    | Скасований з 2014 року |
| 57/58                             | «Джерело»                   | Кривий Ріг — Харків                             | Південна залізниця                            | Скасований |
| 59/60                             | «Чайка»                     | Харків — Одеса                                  | Одеська залізниця                             | |
| 61/62                             | «Ятрань»                    | Миколаїв — Москва                               | Одеська залізниця                             | Скасований |
| 63/64                             | «Оберіг»                    | Харків — Київ                                   | Південна залізниця                            | |
| 65/66                             | «Південний Буг»             | Миколаїв — Москва                               | Одеська залізниця                             | Скасований |
| 68/67                             | «Крим»                      | Сімферополь — Москва                            | Придніпровська залізниця                      | Скасований з 27 грудня 2014 року через анексію Криму Росією |
| 67/68                             | «Київ-Експрес»              | Київ — Варшава                                  | Південно-Західна залізниця                    | |
| 71/72                             | «Запоріжжя»                 | Запоріжжя — Київ                                | Придніпровська залізниця                      | |
| 73/74                             | «Верховина»                 | Львів — Москва                                  | Львівська залізниця                           | Скасований з березня 2020 року |
| 75/76                             | «Криворіжжя»                | Кривий Ріг — Київ                               | Придніпровська залізниця                      | |
| 75/76                             | «Славутич»                  | Київ — Рига                                     | Південно-Західна залізниця                    | Скасований |
| 75/76                             | «Черемош»                   | Чернівці — Перемишль                            | Львівська залізниця                           | Скасований |
| 77/78                             | «Азов'я»                    | Маріуполь — Москва                              | Донецька залізниця                            | Скасований |
| 77/78                             | «Волинь»                    | Ковель — Москва                                 | Львівська залізниця                           | Скасований. З 2014 по 19 травня 2019 року курсував як група ВБС в складі поїзда № 74/73 Львів — Москва |
| 78/77                             | «Голубі озера»              | Ковель — Одеса                                  | Львівська залізниця                           | До 8 грудня 2018 року — № 84/83, до 11 грудня 2021 року — № 58/57 |
| 79/80                             | «Дніпро»                    | Дніпро — Київ                                   | Придніпровська залізниця                      | |
| 81/82                             | «Харків»                    | Харків — Новоолексіївка                         | Південна залізниця                            | До 27 грудня 2014 року курсував до Сімферополя. Скасований через російське вторгнення в Україну |
| 81/82                             | «Десна»                     | Київ — Ужгород                                  | Південно-Західна залізниця                    | |
| 83/84                             | «Азов»                      | Маріуполь — Київ                                | Донецька залізниця                            | Скасований через російське вторгнення в Україну |
| 85/86                             | «Кременчук»                 | Кременчук — Москва                              | Південна залізниця                            | Скасований |
| 87/88                             | «Лісова пісня»              | Ковель — Запоріжжя                              | Львівська залізниця                           | До 26 грудня 2014 року курсував до Сімферополя. До російського вторгнення в Україну курсував до станції Новоолексіївка |
| 89/90                             | «Вінниця»                   | Жмеринка — Москва                               | Південно-Західна залізниця                    | Скасований |
| 92/91                             | «Георгій Береговий»         | Полтава — Новоолексіївка/Москва                 | Південна залізниця                            | Скасований |
| 92/91                             | «Львів»                     | Львів — Київ                                    | Львівська залізниця                           | |
| 95/96                             | «Тясмин»                    | Черкаси — Львів                                 | Одеська залізниця                             | Скасований. З 2 вересня 2015 року отримав статус нічного швидкого та відповідний номер завдяки прискоренню (раніше — № 397/398). |
| 95/96                             | «Криворіжжя»                | Кривий Ріг — Москва                             | Придніпровська залізниця                      | Скасований з березня 2020 року |
| 98/97                             | «Світязь»                   | Ковель — Київ                                   | Львівська залізниця                           | |
| 100/99                            | «Закарпаття»                | Ужгород — Київ                                  | Львівська залізниця                           | Скасований з 10 грудня 2017 року, у зв'язку з призначенням № 46/45 Ужгород — Лисичанськ |
| 103/104                           | «Маріуполь»                 | Київ — Маріуполь                                | Південно-Західна залізниця                    | Скасований |
| 106/105                           | «Чорноморець»               | Одеса — Київ                                    | Одеська залізниця                             | |
| 105/106                           | «Придніпров'я»              | Дніпро — Москва                                 | Придніпровська залізниця                      | Скасований (раніше курсував цілим складом, але вже курсує, як група вагонів безпересадкового сполучення) |
| 108/107                           | «Хаджибей»                  | Одеса — Ужгород                                 | Одеська залізниця                             | Скасований |
| 111/112                           | «Слобожанщина»              | Харків — Львів                                  | Південна залізниця                            | Скасований. З 7 липня 2015 року курсував зміненим маршрутом через Київ, Вінницю, Тернопіль |
| 116/136 115/135 112/111           | «Маяк»                      | Київ — Бердянськ / Авдіївка                     | Південно-Західна залізниця                    | Влітку курсує вагон безпересадкового сполучення з Мінська з потягом № 100/99, маневрові роботи здійснюються на станції Запоріжжя I, до 09.12.2018 поїзд курсував під № 226/225//246/245. З 13 грудня 2020 року подовжено маршрут поїзда від станції Покровськ.              |
| 118/117                           | «Буковина»                  | Чернівці — Київ — Чернігів                      | Львівська залізниця                           | Скасований. З червня по серпень 2019 року подовжувався маршрут руху до станції Генічеськ під № 114/118. |
| 118/117                           | «Іван Кожедуб»              | Суми — Москва                                   | Південна залізниця                            | Скасований |
| 118/117                           | «Південна Пальміра»         | Одеса — Ізмаїл                                  | Одеська залізниця                             | Скасований |
| 122/132                           | «Миколаїв»                  | Миколаїв — Київ                                 | Одеська залізниця                             | Скасований через російське вторгнення в Україну |
| 124/123                           | «Аркадія»                   | Одеса — Київ                                    | Одеська залізниця                             | Скасований |
| 125/126                           | «Молода Гвардія»            | Костянтинівка — Київ                            | Донецька залізниця                            | Скасований |
| 125/126                           | «Дніпровські Зорі»          | Дніпро — Євпаторія                              | Придніпровська залізниця                      | Скасований |
| 127/128                           | «Ковель»                    | Харків — Ковель                                 | Львівська залізниця                           | Скасований |
| 127/128                           | «Славутич»                  | Кременчук — Львів                               | Південна залізниця                            | Скасований |
| 127/128 129/130                   | «Північний експрес»         | Суми — Зернове / Шостка                         | Південна залізниця                            | Скасований |
| 131/132                           | «Слобожанщина»              | Харків — Львів                                  | Південна залізниця                            | Скасований з 2018 року. З 8 липня 2015 року курсував через Коростень, Здолбунів. |
| 131/132                           | «Поділля»                   | Хмельницький — Херсон                           | Південно-Західна залізниця                    | Скасований. До 2014 року курсував до Сімферополя |
| 131/132                           | «Оберіг»                    | Львів — Дніпро                                  | Львівська залізниця                           | |
| 135/136                           | «Чорномор»                  | Білгород-Дністровський / Одеса — Чернівці       | Одеська залізниця                             | З 11 грудня 2017 року подовжено маршрут до Білгород-Дністровського. З 9 грудня 2018 року скорочено маршрут руху до станції Одеса-Головна. Раніше курсував під № 351/352. На літній період подовжувався маршрут поїзда до станції Білгород-Дністровський                     |
| 137/138                           | «Максим Яровець»            | Хмельницький — Лисичанськ                       | Південно-Західна залізниця                    | До 2018 року курсував під № 233/234. Тимчасово курсував замість станції Лисичанськ до станцій Лиман / Краматорськ. Скасований через російське вторгнення в Україну |
| 139/140                           | «Амур»                      | Дніпро — Лисичанськ                             | Придніпровська залізниця                      | Скасований |
| 143/144                           | «Біла акація»               | Харків — Санкт-Петербург                        | Південна залізниця                            | Скасований |
| 141/142                           | «Галичина»                  | Львів — Лозова                                  | Львівська залізниця                           | З 9 грудня 2018 року подовжено маршрут руху до станції Бахмут. 1 березня 2022 року, через російське вторгнення в Україну, маршрут поїзда скорочений до станції Лозова. |
| 143/144                           | «Галичина»                  | Ворохта — Київ                                  | Придніпровська залізниця                      | До 8 грудня 2018 року їхав формуванням Львівської залізниці |
| 145/146                           | «Дунай»                     | Ізмаїл — Київ                                   | Південно-Західна залізниця                    | З 9 грудня 2018 року в розкладі руху поїздів вказаний як іменний поїзд «Дунай». Скасований через російське вторгнення в Україну та руйнування мосту в смт Затока |
| 147/148                           | «Хаджибей»                  | Одеса — Київ                                    | Одеська залізниця                             | Скасований |
| 150/149 129/130                   | «Галичина»                  | Ворохта / Чернівці — Київ — Кременчук / Полтава | Львівська залізниця                           | Подовжено маршрут руху поїзда № 144/143 з Івано-Франківська до Ворохти. З 9 грудня 2018 року подовжено маршрут руху до станції Кременчук зі зміною нумерації поїзда на № 150/149. З 8 грудня 2019 року призначено ще один маршрут до станції Полтава-Південна під № 130/129 |
| 151/152                           | «Київський експрес»         | Київ — Вінниця                                  | Південно-Західна залізниця                    | Скасований |
| 167/168                           | «Столичний експрес»         | Дніпро — Київ                                   | Придніпровська залізниця                      | Скасований |
| 171/172                           | «Дніпро-експрес»            | Дніпро — Сімферополь                            | Придніпровська залізниця                      | Скасований |
| 171/172                           | «Південний експрес»         | Одеса — Хмельницький                            | Одеська залізниця                             | Скасований |
| 175/176                           | «Південний експрес»         | Харків — Сімферополь                            | Південна залізниця                            | Скасований |
| 179/180                           | «Харків'янин»               | Харків — Луганськ                               | Південна залізниця                            | Скасований |
| 191/192                           | «Жовта стрічка»             | Одеса — Краматорськ                             | Одеська залізниця                             | |
| 191/192                           | «Львів»                     | Львів — Київ                                    | Львівська залізниця                           | За вказівкою |
| 201/202                           | «ГогольTrain»               | Одеса — Київ                                    | Південно-Західна залізниця                    | Курсував за вказівкою |
| 209/210                           | «ГогольTrain»               | Маріуполь — Київ                                | Південно-Західна залізниця                    | Курсував за вказівкою |
| 221/222                           | «Дністер»                   | Київ — Білгород-Дністровський                   | Південно-Західна залізниця                    | Скасований з 2017 року. Курсував тригрупним складом з поїздом № 287/288. |
| 244/243                           | «Рахів»                     | Київ — Рахів                                    | Львівська залізниця                           | За вказівкою |
| 277/278                           | «ГогольTrain»               | Київ — Херсон                                   | Південно-Західна залізниця                    | Курсував за вказівкою |
| 287/288                           | «Дністер»                   | Чернігів — Білгород-Дністровський               | Південно-Західна залізниця                    | Курсував тригрупним складом з потягом № 221/222/521/522, скасований 2017 року |
| 309/310                           | «Таврія»                    | Одеса — Сімферополь                             | Одеська залізниця                             | До 201* року — № 649/650, скасований |
| 317/318                           | «Таврія»                    | Одеса — Запоріжжя                               | Придніпровська залізниця                      | Скасований з 25 жовтня 2020 року. До 2013 року — № 617/618 |
| 351/352                           | «Потяг до Перемоги»         | Київ — Кишинів                                  | Південно-Західна залізниця                    | З 5 листопада 2022 |
| 357/358                           | «Гуцульщина»                | Київ — Рахів                                    | Південно-Західна залізниця                    | З 3 серпня 2014 по 2 липня 2015 роки — № 457/458. З 25 липня 2015 — № 357/358). З 8 грудня 2019 року змінений маршрут руху через станцію Чернівці. З 11 грудня 2021 року курсує під № 57/58 до станції Ворохта                                                              |
| 521/522                           | «Дністер»                   | Житомир — Білгород-Дністровський                | Південно-Західна залізниця                    | Курсував тригрупним складом з поїздом № 221/222—287/288, скасований у 2017 році |
| 543/544                           | «Дитячий експрес»           | Москва — Білгород-Дністровський                 | Одеська залізниця                             | Скасований |
| 605/606                           | «Говерла»                   | Львів — Рахів                                   | Львівська залізниця                           | Скасований, натомість призначався поїзд № 133/134 (№ 125/126) Миколаїв — Рахів, який також скасований |
| 607/608                           | «Буковина»                  | Львів — Чернівці                                | Львівська залізниця                           | Скасований, натомість призначався поїзд № 667/668 Ковель — Чернівці |
| 609/610                           | «Харків»                    | Харків — Лисичанськ                             | Південна залізниця                            | Скасований 28 жовтня 2018 року, натомість призначався поїзд № 139/140 сполученням Дніпро — Лисичанськ |
| 685/686                           | «Південний експрес»         | Одеса — Ізмаїл                                  | Одеська залізниця                             | Скасований 10 грудня 2017 |
| 701/702                           | «Обрій»                     | Львів — Чернівці                                | Львівська залізниця                           | |
| 705/706                           | «Інтерсіті+»                | Київ — Львів — Перемишль                        | Українська залізнична швидкісна компанія      | Призначений з 23 грудня 2016 року через станції Святошин, Коростень, Підзамче, Львів |
| 711/712                           | «Інтерсіті+»                | Костянтинівка — Київ                            | Українська залізнична швидкісна компанія      | Скасований через російське вторгнення в Україну. Призначений у серпні 2014 року. До 12 лютого 2014 року курсував до станції Донецьк. |
| 715/716                           | «Інтерсіті+»                | Київ — Львів — Перемишль                        | Українська залізнична швидкісна компанія      | Призначений з 24 серпня 2017 року через Вінницю, Хмельницький, Тернопіль, Львів |
| 719/720                           | «Інтерсіті»                 | Харків — Київ                                   | Українська залізнична швидкісна компанія      | До серпня 2017 року курсував до станції Вінниця, з 13 лютого 2018 року курсує з локомотивною тягою ВЛ82М та ЧС4 |
| 721/722                           | «Інтерсіті+»                | Харків — Київ                                   | Українська залізнична швидкісна компанія      | До 2012 року — № 161/162 «Столичний експрес» |
| 723/724                           | «Інтерсіті+»                | Харків — Київ                                   | Українська залізнична швидкісна компанія      | До «2012 року курсував під № 163/164 Столичний експрес» |
| 725/726                           | «Інтерсіті+»                | Харків — Київ                                   | Українська залізнична швидкісна компанія      | |
| 727/728                           | «Інтерсіті+»                | Харків — Київ                                   | Українська залізнична швидкісна компанія      | За вказівкою на вихідні та свята |
| 729/730                           | «Інтерсіті»                 | Харків — Генічеськ                              | Південна залізниця                            | Скасований |
| 732/731                           | «Інтерсіті+»                | Київ — Дніпро — Запоріжжя                       | Українська залізнична швидкісна компанія      | Подовжено маршрут руху поїзда з Дніпра до Запоріжжя з 2013 року |
| 733/734                           | «Інтерсіті+»                | Покровськ — Дніпро — Київ                       | Українська залізнична швидкісна компанія      | До 2012 року курсував під № 165/166 «Столичний експрес». З 2015 року подовжено маршрут руху до станції Покровськ |
| 736/735                           | «Інтерсіті+»                | Київ — Дніпро — Запоріжжя                       | Українська залізнична швидкісна компанія      | Призначений з 2014 року. Скасований з 31 березня 2019 року, натомість з 12 листопада 2017 року призначений «нічний експрес/Інтерсіті» під № 38/37—738/737 |
| 38/738 37/737                     | «Нічний експрес/Інтерсіті+» | Запоріжжя — Київ                                | Південно-Західна залізниця                    | Призначений з 12 листопада 2017 року |
| 740/739                           | «Інтерсіті»                 | Київ — Кривий Ріг                               | Українська залізнична швидкісна компанія      | |
| 741/742                           | «Інтерсіті+»                | Дарниця, Київ — Львів — Трускавець              | Українська залізнична швидкісна компанія      | До 2012 року — № 169/170 «Київський експрес». Скасований з 22 грудня 2016 року |
| 743/744                           | «Інтерсіті+»                | Дарниця — Київ — Львів                          | Українська залізнична швидкісна компанія      | З 23 грудня 2016 року скорочено маршрут руху до станції Львів, замість станції Трускавець |
| 745/746                           | «Бойківський експрес»       | Київ — Славське                                 | Українська залізнична швидкісна компанія      | |
| 747/748                           | «Інтерсіті»                 | Київ — Тернопіль                                | Українська залізнична швидкісна компанія      | Подовжений маршрут руху до Львова з 11 грудня 2016 року. З 3 листопада 2017 року скорочено маршрут знову до станції Тернопіль |
| 749/750                           | «Інтерсіті»                 | Запоріжжя — Івано-Франківськ                    | Південно-Західна залізниця                    | Призначений 17 січня 2017 року |
| 751/752                           | «Інтерсіті+»                | Київ — Львів                                    | Українська залізнична швидкісна компанія      | За вказівкою |
| 753/754 755/756                   | «Мармароський експрес»      | Рахів — Валя Вишеулуй                           | Львівська залізниця                           | Призначений з 18 січня 2023 року |
| 756/755                           | «Інтерсіті+»                | Київ — Луцьк                                    | Українська залізнична швидкісна компанія      | Призначений з 23 серпня 2022 року |
| 757/758                           | «Подільський експрес»       | Київ — Могилів-Подільський                      | Південно-Західна залізниця                    | Раніше курсував під № 157/158 |
| 761/762                           | «Інтерсіті+»                | Київ — Одеса                                    | Українська залізнична швидкісна компанія      | Призначений з 2014 року, сезонного курсування |
| 763/764                           | «Інтерсіті+»                | Дарниця — Київ — Одеса                          | Українська залізнична швидкісна компанія      | Призначений з 2014 року |
| 766/765                           | «Столичний експрес»         | Київ — Херсон                                   | Південна залізниця                            | Призначений з 5 липня 2016 року |
| 767/768                           | «Столичний експрес»         | Київ — Луцьк                                    | Південно-Західна залізниця                    | Скасований з 10 грудня 2017 року. До 10 грудня 2016 курсував до станції Ковель, до 9 грудня 2017 року скорочено маршрут до станції Луцьк |
| 767/768                           | Столичний експрес           | Київ — Херсон                                   | Південно-Західна залізниця                    | |
| 769/770                           | «Подільський експрес»       | Київ — Кам'янець-Подільський                    | Південно-Західна залізниця                    | |
| 772/771                           | «Подільський експрес»       | Хмельницький — Київ                             | Південно-Західна залізниця                    | До 2013 року — № 175/176 |
| 772/777                           | «Подільський експрес»       | Хмельницький — Шостка                           | Південно-Західна залізниця                    | До поїздів № 784 Київ — Шостка, № 777 Шостка — Київ, № 771/772 Київ — Хмельницький |
| 776/775                           | «Столичний експрес»         | Харків — Київ                                   | Південна залізниця                            | |
| 778/777 784/783                   | «Подільський експрес»       | Київ — Шостка                                   | Південно-Західна залізниця                    | |
| 780/779                           | «Сумчанин»                  | Вінниця — Київ — Суми                           | Південно-Західна залізниця                    | Курсує по 5, 6, 7 дням тижня до станції Вінниця |
| 782/781                           | «Столичний експрес»         | Київ — Черкаси                                  | Південна залізниця                            | |
| 781/782                           | «Лтава»                     | Полтава — Київ                                  | Південна залізниця                            | Скасований. До 2013 року курсував під № 179/180 «Лтава» |
| 784/783                           | «Інтерсіті»                 | Полтава — Дніпро                                | Південна залізниця                            | Скасований |
| 785/786                           | «Регіональний експрес»      | Шостка — Київ                                   | Південна залізниця                            | Раніше рейси виконувалися електропоїздом № 829/830 Фастів — Шостка, скорочено до станції Київ-Пасажирський |
| 789/790                           | «Столичний експрес»         | Кропивницький — Київ                            | Південна залізниця                            | |
| 792/791                           | «Столичний експрес»         | Київ — Кременчук                                | Південна залізниця                            | До 2013 року курсував під № 173/174 «Кремінь» |
| 791/792                           | «Інтерсіті»                 | Тернопіль — Ковель                              | Львівська залізниця                           | Скасований. Курсував з 6 березня 2015 по 9 грудня 2017 року |
| 793/794                           | «Дніпровські зорі»          | Харків — Імені Тараса Шевченка / Луцьк          | Південна залізниця                            | До 2013 року — № 177/178 курсував до Кременчука. Скасований з 9 грудня 2017 року. До Луцька в складі поїзда курсувала група ВБС |
| 796/795                           | «Промінь»                   | Харків — Дніпро                                 | Південна залізниця                            | Скасований |
| 798/797                           | «Південний експрес»         | Одеса — Вінниця                                 | Одеська залізниця                             | Скасований. До 2013 року курсував під № 173/174 |
| 797/798                           | «Гетьман Сагайдачний»       | Харків — Суми                                   | Південна залізниця                            | Скасований |
| 797/798                           | «Інтерсіті»                 | Харків — Запоріжжя                              | Південна залізниця                            | |
| 801/802                           | «Дністровський експрес»     | Львів — Чернівці                                | Львівська залізниця                           | |
| 801/802 803/804                   | «Дунайський експрес»        | Одеса — Ізмаїл                                  | Одеська залізниця                             | |
| 803...860 / 804...859             | «Kyiv Boryspil Express»     | Київ — Бориспіль-Аеропорт                       | Південно-Західна залізниця                    | |
| 803/806                           | «Полісся»                   | Рівне — Львів                                   | Львівська залізниця                           | |
| 807/808                           | «Прикарпатський експрес»    | Коломия — Ківерці                               | Львівська залізниця                           | |
| 809/810                           | «Буковельський експрес»     | Львів — Ясіня                                   | Львівська залізниця                           | |
| 885/886                           | «Слобожанський експрес»     | Харків — Конотоп                                | Південна залізниця                            | |
| 887/888                           | «Слобожанський експрес»     | Харків — Попасна                                | Південна залізниця                            | Скасований через російське вторгнення в Україну |
| 895/896                           | Харківський ретро-паровоз   | Харків — Люботин                                | Південна залізниця                            | |
| 897/898                           | Київський ретро-паровоз     | Київ — Київ                                     | Південно-Західна залізниця                    | |
| 921/922                           | Львівський ретро-паровоз    | Львів — Брюховичі                               | Львівська залізниця                           | |

## Галерея

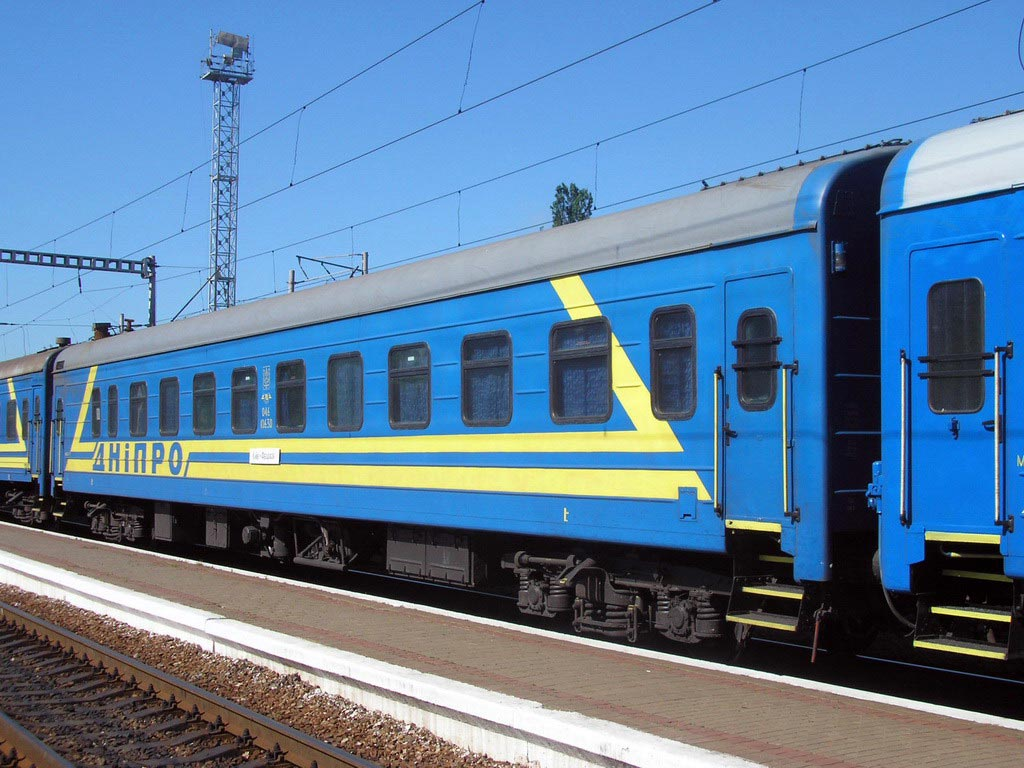
«Дніпро» фірмовий поїзд Придніпровської залізниці
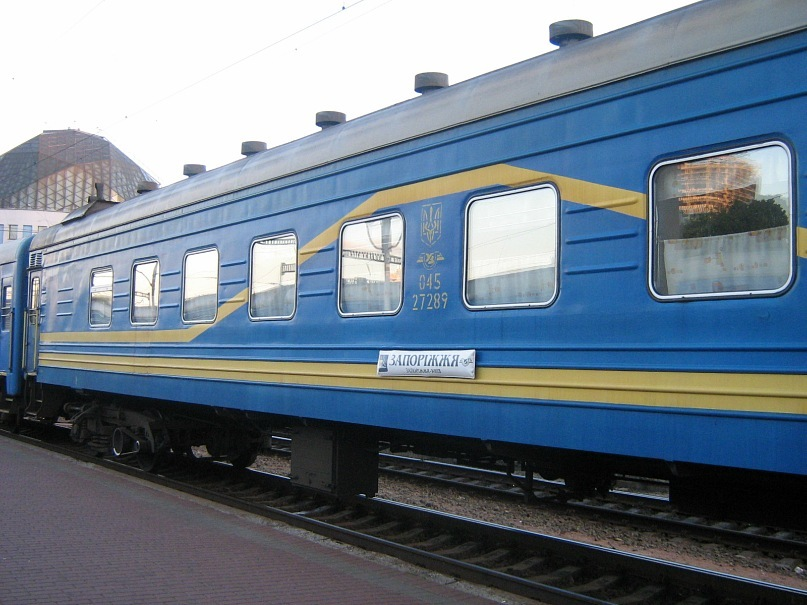
«Запоріжжя» фірмовий поїзд Придніпровської залізниці
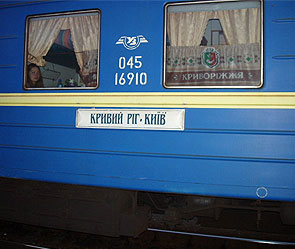
«Криворіжжя» фірмовий поїзд Придніпровської залізниці
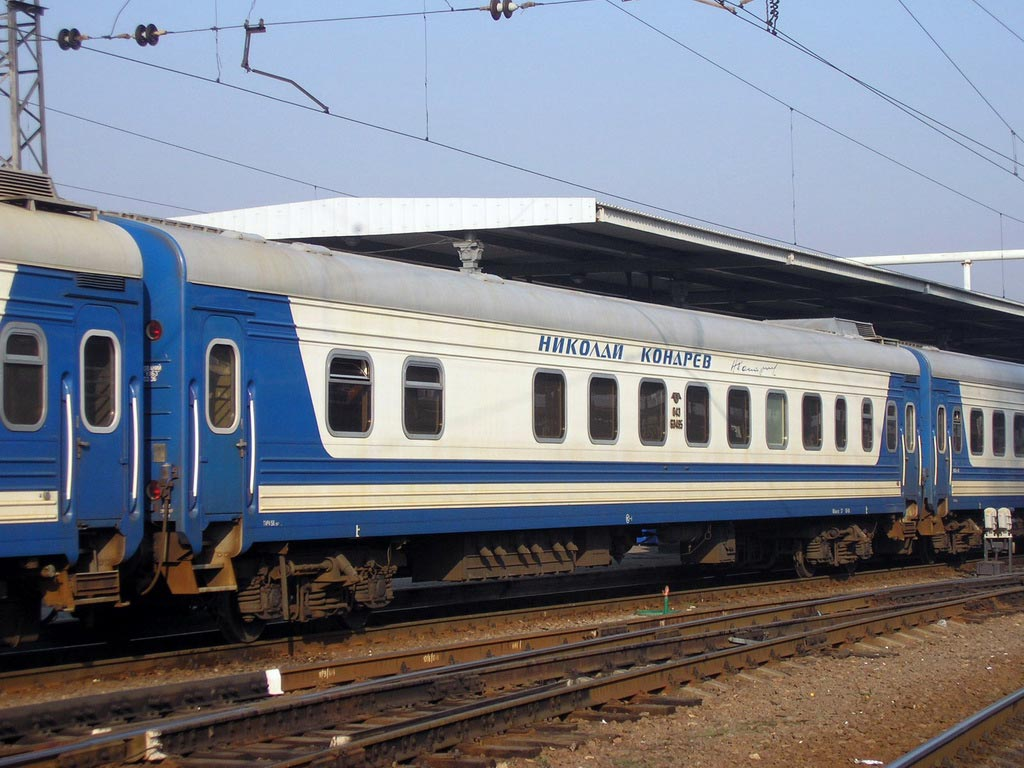
«Микола Конарєв» фірмовий поїзд Південної залізниці
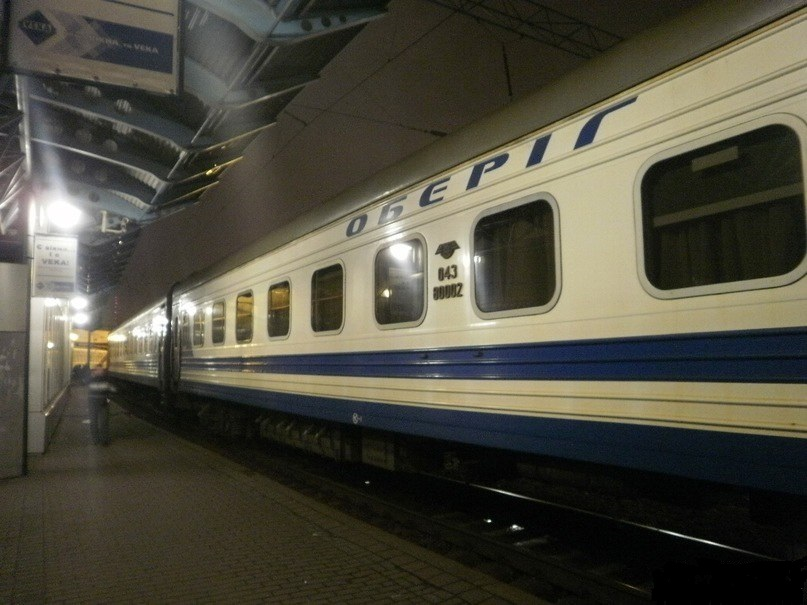
«Оберіг» фірмовий поїзд Південної залізниці
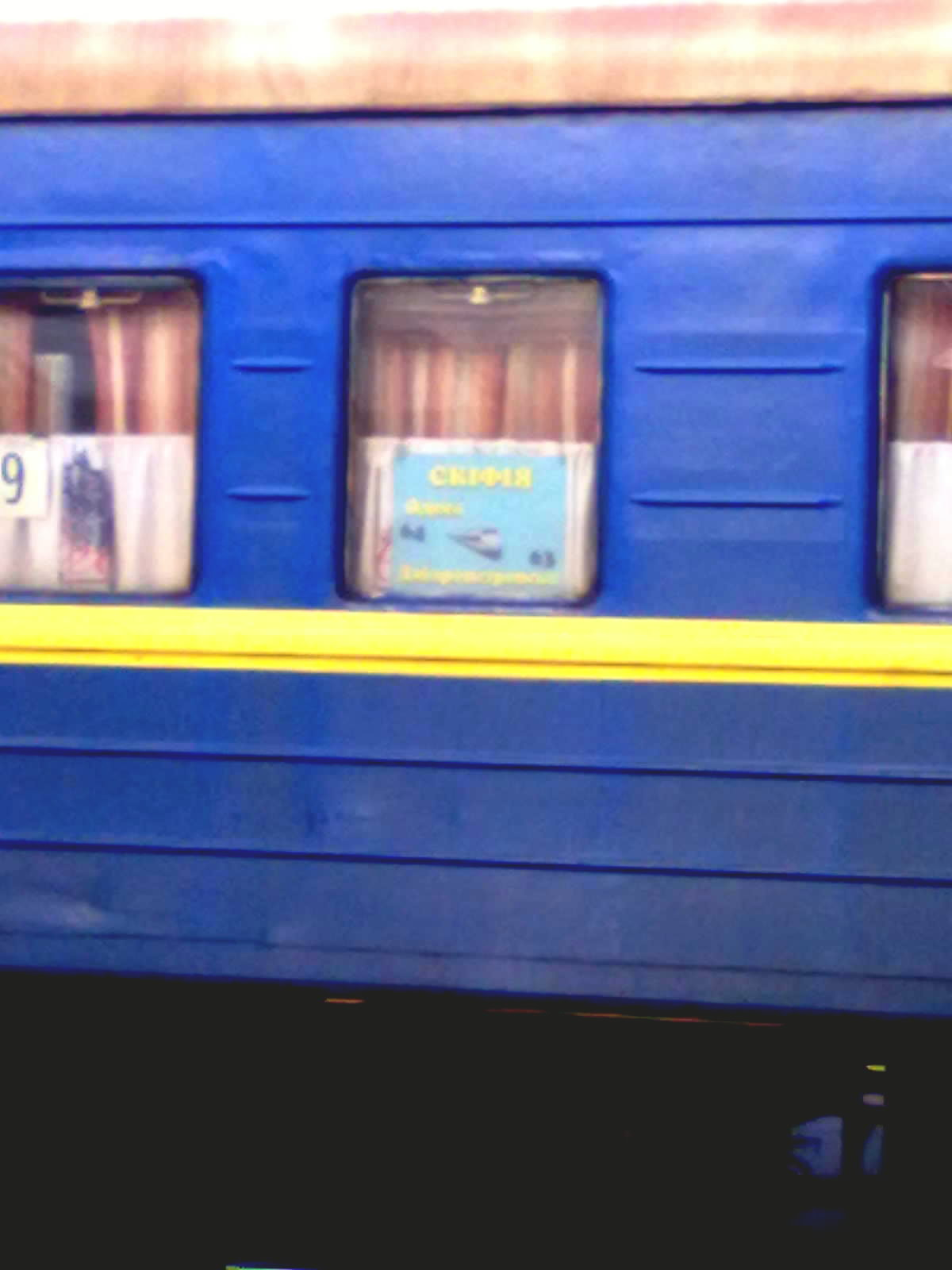
«Скіфія» фірмовий поїзд Придніпровської залізниці
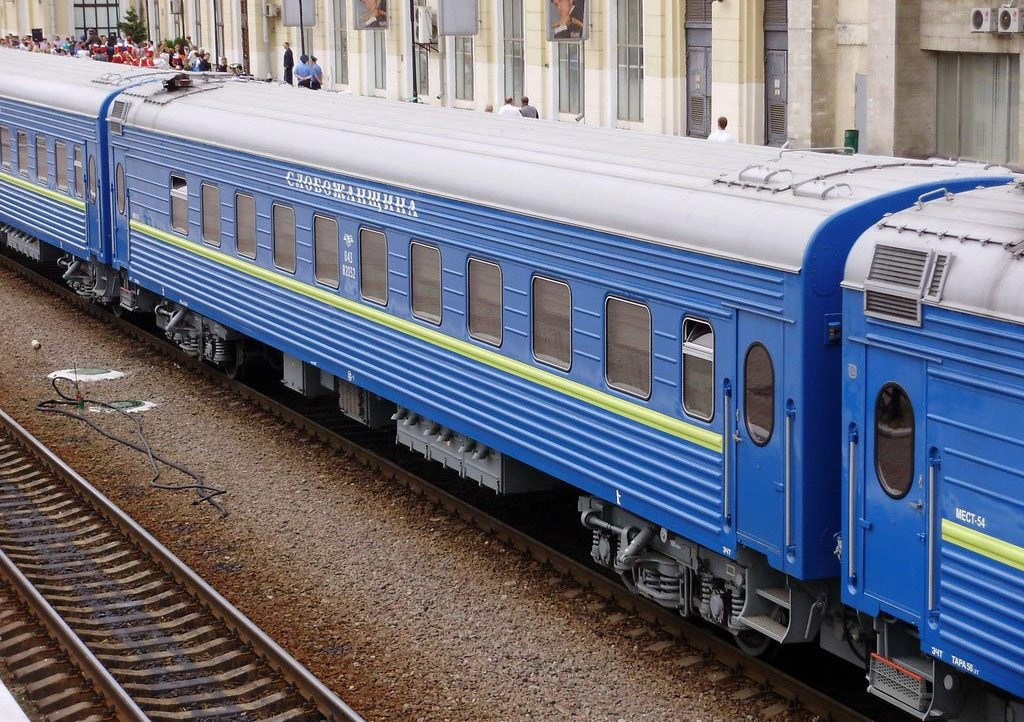
«Слобожанщина» фірмовий поїзд Південної залізниці
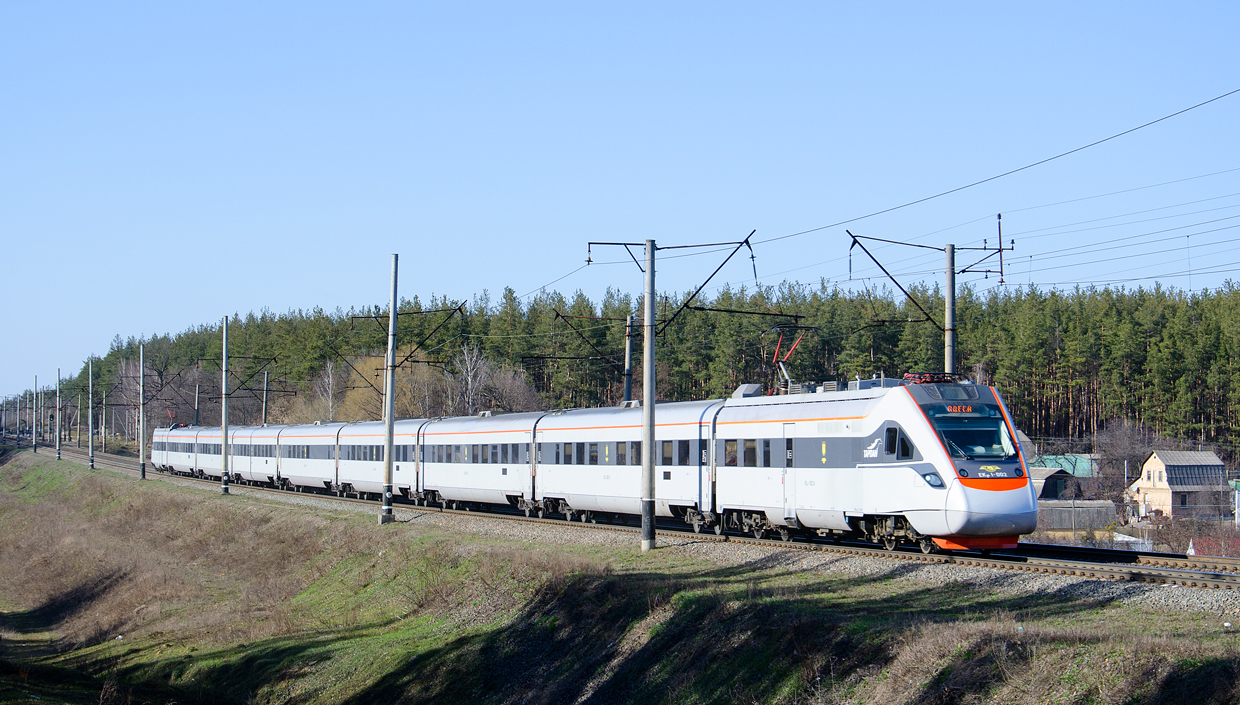
«Інтерсіті+» ЕКр1-002 на перегоні Боярка — Васильків I, Київська область
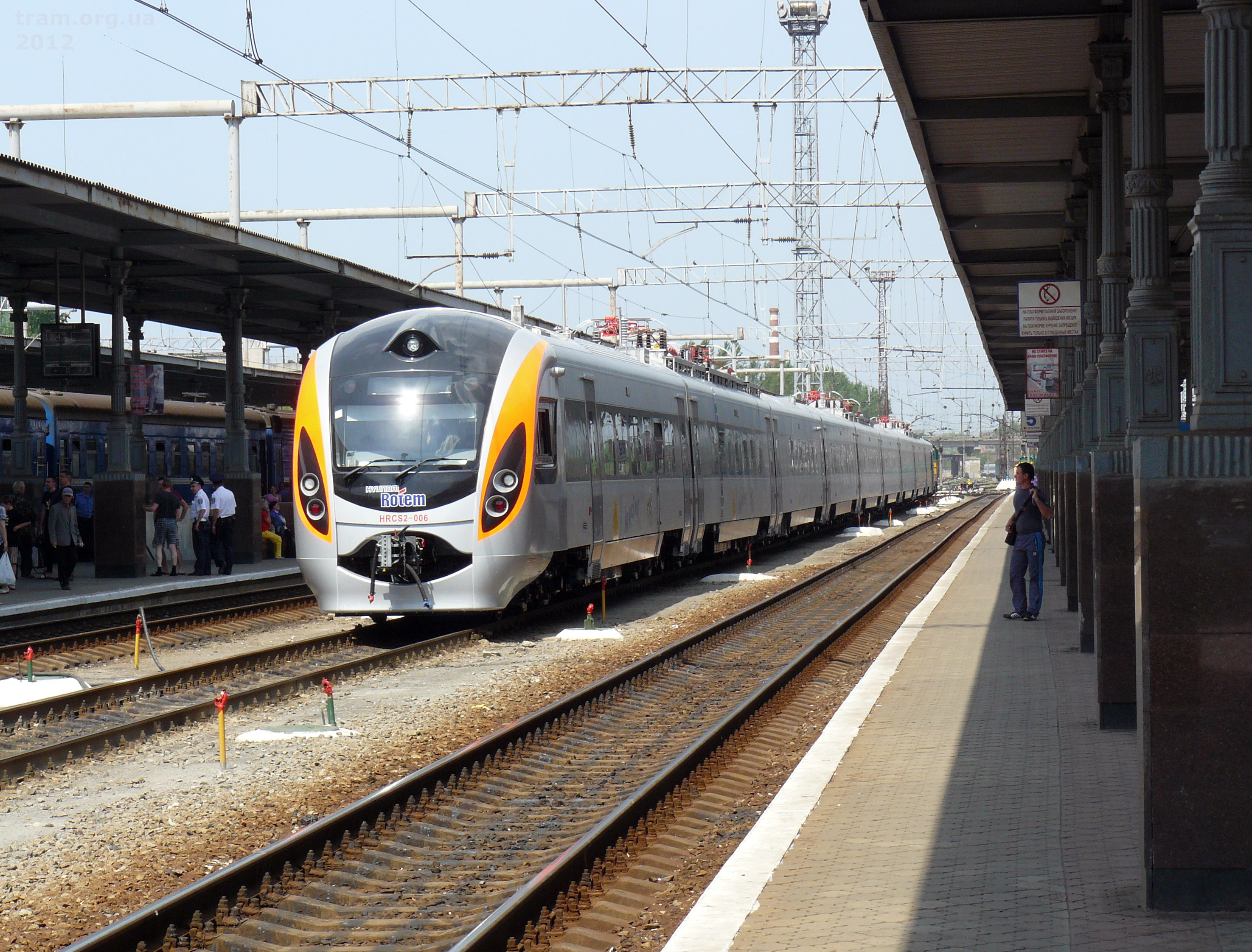
«Інтерсіті+» HRCS2-006 на станції Харків-Пасажирський